# Aleksandr Foliforov
Aleksandr Sergejevitsj Foliforov (Russisch: Александр Сергеевич Фолифоров; Kovrov, 8 maart 1992) is een Russisch wielrenner die anno 2018 rijdt voor Gazprom-RusVelo.
In 2016 won hij de klimtijdrit in de Ronde van Italië door klassementsleider Steven Kruijswijk met 49 honderdsten te verslaan.

## Overwinningen
2012
Jongerenklassement Ronde van Servië
2013
4e etappe Grote Prijs van Adygea
2014
4e etappe Grote Prijs van Adygea
1e en 4e etappe Ronde van de Isard
Punten- en bergklassement Ronde van de Isard
2015
4e etappe Grote Prijs van Sotsji
Eindklassement Grote Prijs van Sotsji
2016
15e etappe Ronde van Italië
2017
Bergklassement Ronde van de Alpen

## Resultaten in voornaamste wedstrijden
| Jaar | Ronde van Italië | Ronde van Frankrijk | Ronde van Spanje |
| ---- | ---------------- | ------------------- | ---------------- |
| 2016 | 45e (1)          |                     |                  |
| 2017 | 40e              |                     |                  |

| Jaar | Ronde van Lombardije |
| ---- | -------------------- |
| 2016 | opgave               |
| 2017 |                      |

## Ploegen
- 2011 –  Itera-Katjoesja (vanaf 1-7)
- 2012 –  Itera-Katjoesja
- 2013 –  Helicopters
- 2013 –  RusVelo (stagiair vanaf 1-8)
- 2014 –  Itera-Katjoesja
- 2015 –  RusVelo
- 2016 –  Gazprom-RusVelo
- 2017 –  Gazprom-RusVelo
- 2018 –  Gazprom-RusVelo

Akimov · Arslanov · Foliforov · Frolov · Ignatiev · Jatsevitsj · Katyrin · Kosjakov · Kovsj · Manakov · Nikolajev · Pokidov · Ptasjkin · Razoemov · Stasj · Zakarin · Zverkov
Arslanov · Balykin · Bojev · Firsanov · Foliforov · Ignatenko · Jersjov · Jevtoesjenko · Koerbatov · Koestadintsjev · Komin · Majkin · Nikolajev · Nytsj · Ovetsjkin · Pozdnijakov · Rybakov · Savitski · Serov · Solomennikov · Stasj
Arslanov · Bojev · Firsanov · Foliforov · Jersjov · Jevtoesjenko · Koerbatov · Koestadintsjev · Kolobnev · Majkin · Manakov · Nikolajev · Nytsj · Ovetsjkin · Rybalkin · Savitski · Serov · Sjaloenov · Solomennikov · Stasj · Svesjnikov · Zakarin
Arslanov · Bojev · Broett · Firsanov · Foliforov · Jersjov · Kozontsjoek · Lagoetin · Majkin · Nikolajev · Nytsj · Ovetsjkin · Porsev · Rovny · Rybalkin · Savitski · Sjaloenov · Solomennikov · Svesjnikov · Troesov · Vorobjov · Zakarin · Kobernjak (stagiair) · Koerjanov (stagiair) · Tsjerkasov (stagiair)
Arslanov · Bojev · Firsanov · Foliforov · Kobernjak · Koerjanov · Kozontsjoek · Lagoetin · Majkin · Nytsj · Porsev · Rovny · Rybalkin · Sjaloenov · Sjilov · Troesov · Tsjerkasov · Vlasov · Koelikov (stagiair) · Koelikovski (stagiair) · Nekrasov (stagiair)